# 再見明日
《再见明日》是由外薗昌也原作，别天荒人作画的日本漫画作品。于《周刊YOUNG JUMP》2007年51号上开始隔周连载，之后在《月刊YOUNG JUMP》的2009年1月号至6月号上连载。
是以同一杂志上连载的《女朋友》为蓝本而作的SF爱情喜剧。

## 故事
宫迫享一，一个每天都过着非常忙碌生活的青年。他一直都没有忘记9年前分手了的女朋友·天堂明日。
某一天，东京上空出现了巨大的飞行物体。那个应该是UFO的东西，往享一眼前发射出一束光线。在光芒之中，出现的是明日。

## 登场人物
宮迫享一
本作的主角。30岁。在东京某家系统开发公司上班的系统工程师。跟部下室井乘着公司车子前往客户处的时候，遇上了UFO。上大学时跟明日交往，不过由于无法跟上她的步调而分手。可是直到现在依然没有忘记她，即使是在工作的时候。而现在，将随UFO出现的明日带回家过上同居生活。
天堂明日
享一大学时代的前女友。以跟9年前分手时候相同的样貌再次出现在享一面前，不过却拥有着能从手指射出激光、在屋顶自由穿梭的非人能力。性格非常孩子气，也很霸道。兴趣是COSPLAY、玩游戏，就是一个御宅族。
銀河流星
本名：天堂明日。换言之，她才是正版的「明日」。是个非常受欢迎的轻小说作家。相信外星人的存在，还开设了以此为主题的网站。在网站的网聚上再遇享一。
室井
享一的学妹。很仰慕享一，经常跟他一起工作。性格天真烂漫。
部長（本名不明）
享一与室井的上司。虽然很傲慢，却不会让人讨厌。工作很专心，即使突然出现了UFO亦然。
美矢
银河的女助手。主要是照顾银河的起居生活。现实主义者，会对不拘一格的空想家银河感到吃惊。

## 单行本
| 期数 | 日文版         | 日文版             | 中文版        | 中文版             |
| 期数 | 发售日         | ISBN               | 发售日        | ISBN               |
| ---- | -------------- | ------------------ | ------------- | ------------------ |
| 1    | 2008年6月19日  | ISBN 9784088774428 | 2010年2月25日 | ISBN 9789861051444 |
| 2    | 2008年10月17日 | ISBN 9784088774428 | 2010年3月15日 | ISBN 9789861051451 |
| 3    | 2009年1月19日  | ISBN 9784088775777 | 2010年4月25日 | ISBN 9789861051468 |
| 4    | 2009年7月17日  | ISBN 9784088776453 | 2010年6月25日 | ISBN 9789861051475 |